# Loka monacha
Loka monacha är en insektsart som beskrevs av Rauno E. Linnavuori 1969. Loka monacha ingår i släktet Loka och familjen dvärgstritar. Inga underarter finns listade i Catalogue of Life.